# 麥格雷戈 (喬治亞州)
麥格雷戈（英語：McGregor）是位於美國喬治亞州蒙哥馬利縣的一個非建制地區。該地的面積和人口皆未知。

## 地理
麥格雷戈的座標為32°11′48″N 82°30′17″W / 32.19667°N 82.50472°W，而該地的平均海拔高度為97米（即318英尺）。